# Majnilo
Majnilo (rusky Майнило, finsky Mainila) je vesnice ve Vyborském rajónu v Leningradské oblasti v Rusku.

## Geografie
Ves je situována necelý 1 km od levého břehu řeky Sestry u vyborské dálnice (trasa А122).

## Historie
Na začátku roku 1939 obec čítala 40 usedlostí. Byla zde i celnice. Do roku 1939 se vesnice nacházela na sovětské straně v blízkosti sovětsko-finské státní hranice, která procházela na řece Sestře. V této oblasti 26. listopadu 1939 došlo k Mainilskému incidentu, který se stal záminkou k zahájení Zimní války.
V roce 1944 se zde bojovalo, jsou zde pohřbeni padlí sovětští vojáci a důstojníci.
Podle údajů z roku 1990 byla ves Majnilo součástí Leninského vesnického sovětu.